# Acer trifolium
Acer trifolium é uma espécie de árvore do gênero Acer, pertencente à família Aceraceae.